# جيمس هودج
جيمس هودج (بالإنجليزية: James Philip Hodge)‏ هو سياسي بريطاني (وحمل سابقاً جنسية المملكة المتحدة لبريطانيا العظمى وأيرلندا)، ولد في 1879، وتوفي في 12 يوليو 1946. حزبياً، نشط في الحزب الليبرالي. في الانتخابات العامة في المملكة المتحدة 1922 ‏، انتخب عضو برلمان المملكة المتحدة الـ32 عن دائرة Preston ‏ (15 نوفمبر 1922 – 16 نوفمبر 1923) وفي الانتخابات العامة في المملكة المتحدة 1923 ‏، انتخب عضو برلمان المملكة المتحدة الـ33 عن دائرة Preston ‏ (6 ديسمبر 1923 – 9 أكتوبر 1924).